# Urik
Urik (románul: Uric) falu Romániában, Erdélyben, Hunyad megyében.

## Fekvése
Hátszegtől délkeletre, a Borbátvíz jobb oldali ága mellett fekvő település.

## Története
Urik, Örökfalva nevét 1473-ban, majd 1476-ban említette először oklevél p. Wryk írásmóddal. Később 1478-ban p. Playsor, alio nomine Erwk, 1494-ben p. Ewrewkfalwa, 1733-ban Urik, 1808-ban Urik, Urikul-máre, 1850-ben Hobicza Urik, Hobitza Urik, 1861-ben és 1913-ban Urik formában szerepelt az oklevelekben.
1518-ban p. Wryk a Barbátvízi, a Kendefi és a Kenderesi családok birtoka volt.
A trianoni békeszerződés előtt Hunyad vármegye Puji járásához tartozott.
1910-ben 382 lakosából 10 magyar, 365 román volt. Ebből 10 római katolikus, 362 görögkatolikus, 6 református volt.

## Források

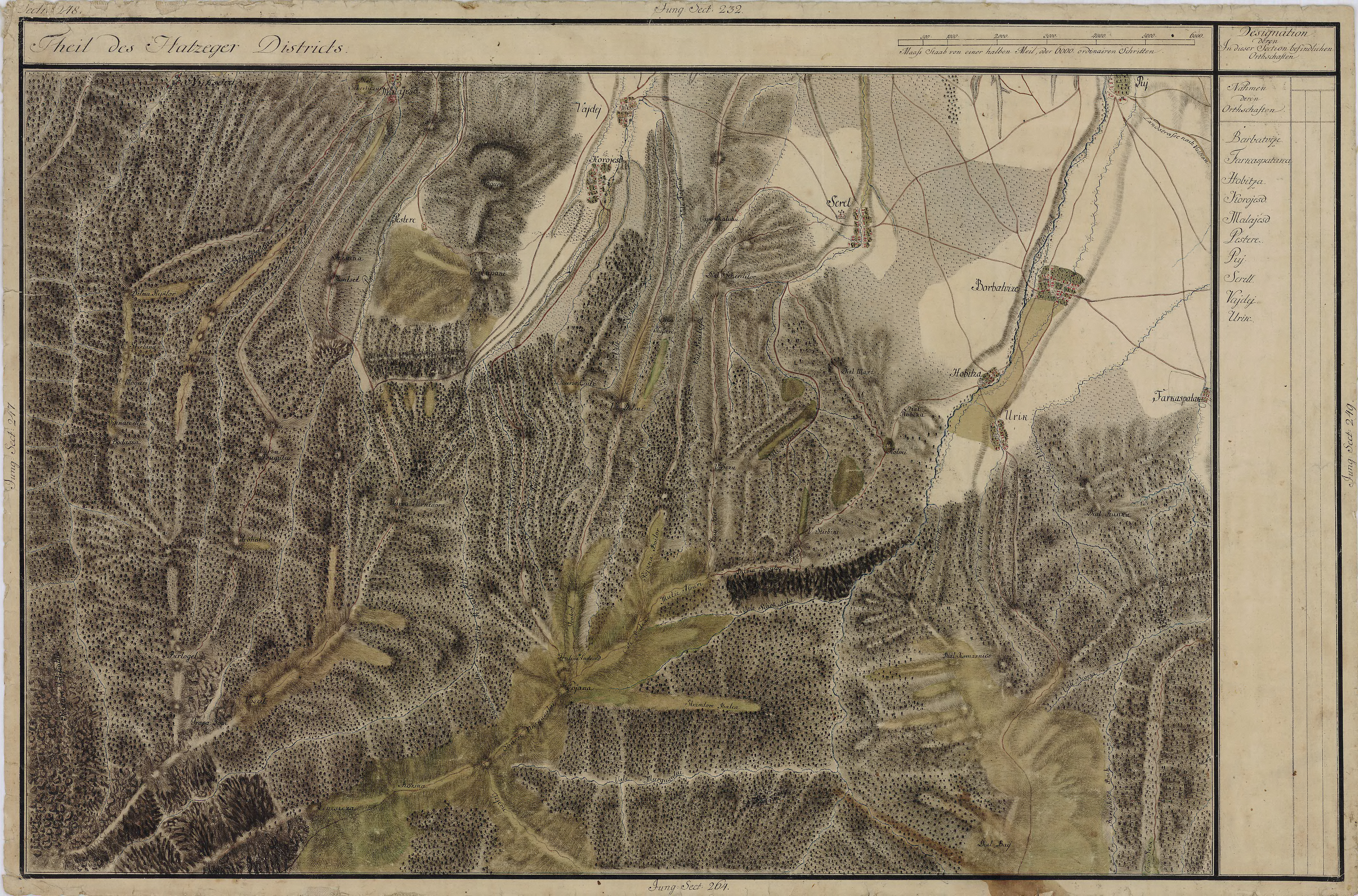
Urik, Örökfalva egy régi térképen